# Mabel e Charlot venditori ambulanti
Mabel e Charlot venditori ambulanti (Mabel's Busy Day) è un cortometraggio del 1914 prodotto e diretto da Mack Sennett. Nonostante il titolo italiano, nel film Charlie Chaplin non interpreta Charlot. Prodotto dalla Keystone Pictures Studio, il film fu girato il 17 maggio 1914 sul circuito di Ascot Park a Los Angeles durante una manifestazione automobilistica, completato il 30 maggio e distribuito negli Stati Uniti dalla Mutual Film il 13 giugno. In italiano è stato rieditato col titolo Charlot alle corse (titolo usato anche per un altro corto dello stesso anno) e trasmesso in TV coi titoli Charlot commerciante e Charlot e le salsicce mentre in inglese è noto anche come Charlie and the Sausages, Hot Dog Charlie, Hot Dogs e Love and Lunch.

## Trama
Mabel, venditrice ambulante di hot dog, si imbuca a una gara automobilistica in cerca di clienti, ma gli affari languono. Alla gara si infiltra anche un elegante mascalzone che, dopo essere sfuggito alla polizia e aver importunato una spettatrice, salva Mabel da un aggressivo cliente. Tuttavia, subito dopo, ruba gli hot dog e li regala a tutti. Allora Mabel chiede l'aiuto di un sergente di polizia, dando luogo a una rissa che coinvolge anche gli spettatori.

## Distribuzione

### Data di uscita
Le date di uscita internazionali sono state:
- 13 giugno 1914 negli Stati Uniti
- 1915 in Svezia (Mabels händelserika dag)
- 27 febbraio in Spagna (Mabel vendedora ambulante)
- 31 gennaio 1916 in Danimarca (Chaplin spiser Pølser)
- 9 ottobre in Italia
- 23 ottobre 1922 in Finlandia (Mabelin kiireinen päivä)